# Mahmoud Hassan (cầu thủ bóng đá, sinh 1984)
Mahmoud Hassan (Arabic:محمود حسن) (sinh ngày 1 tháng 7 năm 1984) là một cầu thủ bóng đá người Các Tiểu vương quốc Ả Rập Thống nhất. Hiện tại anh thi đấu cho Hatta.